# Makole
Makole est une commune du nord-est de la Slovénie située dans la région de la Basse-Styrie à la frontière avec la Croatie.

## Géographie
Le territoire de la commune est situé dans une région assez vallonnée.

### Villages
Les villages qui composent la commune sont Dežno pri Makolah, Jelovec pri Makolah, Ložnica, Makole, Mostečno, Pečke, Savinsko, Stari Grad, Stopno, Stranske Makole, Strug, Štatenberg et Varoš.

## Histoire
Makole est mentionnée pour la première fois en 1375 en tant que village. Ce n'est qu'à partir de 2006 que Makole est devenue une commune de Slovénie à la suite de la réorganisation territoriale de la commune de Slovenska Bistrica.

## Démographie
En 2007 et 2021, la population de la commune de Makole est restée légèrement supérieure à 2 000 habitants,.
Évolution démographique
| 2007  | 2008  | 2009  | 2010  | 2011  | 2012  | 2013  | 2014  | 2015  |
| ----- | ----- | ----- | ----- | ----- | ----- | ----- | ----- | ----- |
| 2 109 | 2 105 | 2 089 | 2 102 | 2 071 | 2 080 | 2 037 | 2 023 | 2 036 |
| 2016  | 2017  | 2018  | 2019  | 2020  | 2021  |       |       |       |
| 2 039 | 2 025 | 2 019 | 2 015 | 2 010 | 2 051 |       |       |       |

## Tourisme
La commune accueille de Château de Štatenberg et la grotte de Blojača.